# Tipula (Acutipula) intacta
Tipula (Acutipula) intacta is een tweevleugelige uit de familie langpootmuggen (Tipulidae). De soort komt voor in het Palearctisch gebied.